# Pyrausta singularis
Pyrausta singularis là một loài bướm đêm trong họ Crambidae.